# Hinwil
Hinwil é uma comuna da Suíça, no Cantão Zurique, com cerca de 9.679 habitantes. Estende-se por uma área de 22,31 km², de densidade populacional de 434 hab/km². Confina com as seguintes comunas: Bäretswil, Bubikon, Dürnten, Fischenthal, Gossau, Wald, Wetzikon.
A língua oficial nesta comuna é o Alemão.
Também é sede da Sauber, equipe de automobilismo que participa da F1 .